# دانشگاه اچ‌اس‌ئی
دانشگاه اچ‌اس‌ئی (روسی: «Высшая школа экономики» , ВШЭ) دانشگاه دولتی مستقر در شهر مسکو، روسیه است، که در سال ۱۹۹۲ تأسیس شد.